# カービス・ベイ

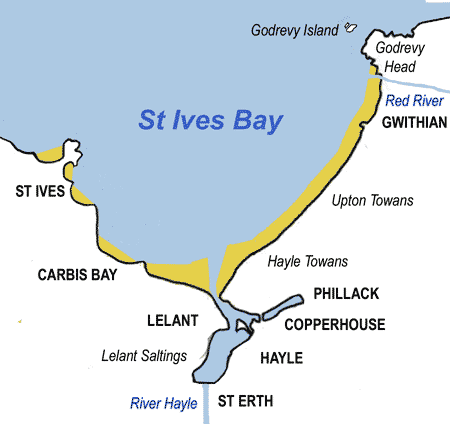
セント・アイブス湾とカービス・ベイ

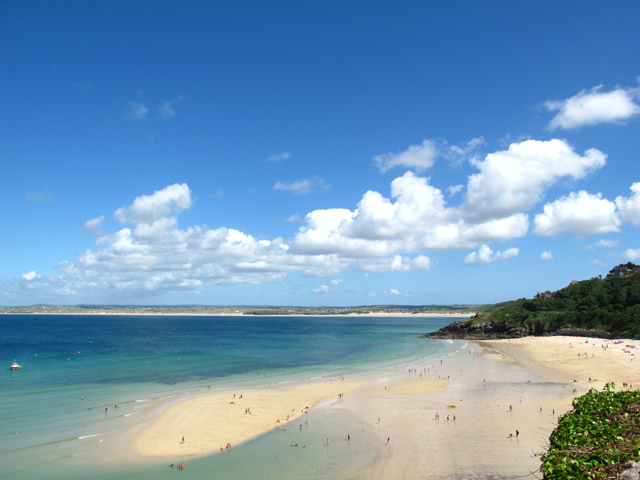
セント・アイブスのカービス湾

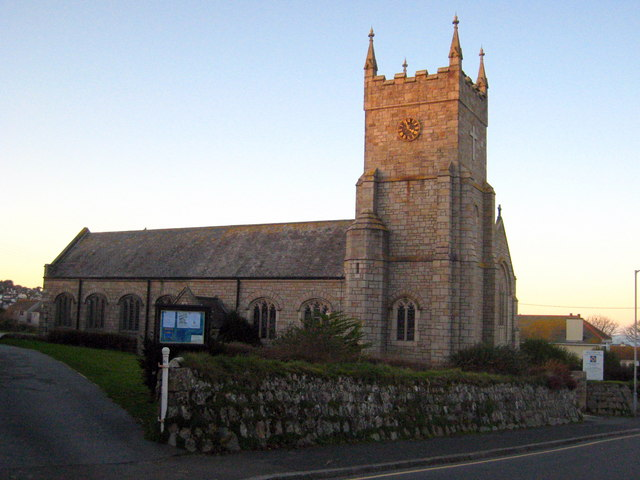
カービス・ベイ教会

カービス・ベイ（英語: Carbis Bay、コーンウォール語: Karrbons（土手道））は、イギリスのコーンウォールの海辺にある村である。セント・アイブスから南東に約2 km離れたセント・アイブス湾の西岸にあり、大西洋に面している。
2021年6月、第47回先進国首脳会議が村にあるカービスベイ・ホテルで開催された。

## 地理
カービス・ベイはセント・アイブスの町とほぼ隣接しており、セント・アイブス、カービス・ベイ、ルラント、ハルスタウンを含むセント・アイブス市民教区（セントアイブスタウン評議会がサービスを提供するエリアの一部）にある。2001年の国勢調査では、カービス・ベイとルラントの合計人口は3,482人だった。
カービス・ベイにはセント・アイブス・ベイ線とA3074号線が通っており、前者にはのカービス・ベイ駅が設けられている。どちらもローズ＝アン＝グラウスでそれぞれコーニッシュ本線とA30号線から分岐してセント・アイブスに向かうものである。また、長距離自然歩道のサウス・ウェスト・コースト・パスもカービス・ベイを通っている。
カービス・ベイの正面の小さな入り江はカービス湾（英語: Carbis Bay、コーンウォール語: Porth reb Tor（高台のそばの入り江））と名付けられている。